# Dwayne Johnson
Dwayne Douglas Johnson, poznat pod nadimkom The Rock (Hayward, Kalifornija, 2. svibnja 1972.), američki i kanadski filmski glumac i profesionalni hrvač.
Rodio se 1972. u obitelji afroameričkog oca Rockyja Johnsona, također nekadašnjeg hrvača, i majke Ate Johnson, čiji je otac, Samoanac Peter Maivia, također bio hrvač. Tijekom odrastanja, često se selio s roditeljima te je živio na Havajima, Tennesseeju i čak na Novom Zelandu, dok se obitelj naposjetku nije naselila u Pennsylvaniji. Budući da se u školi iskazao kao vrstan športaš, dobio je stipendiju Sveučilišta u Miamiju, gdje se istaknuo igrajući američki nogomet. Godine 1994. diplomirao je kriminalistiku te zaigrao za kanadsku momčad, ali je zbog ozljede morao prekinuti karijeru u NFL-u.
Godine 1995. započeo je hrvačku karijeru u World Wrestling Entertaimentu (WWE), da bi dvije godine kasnije postao je osvajač WWE-a i jedan od najpopularnijih hrvača u povijesti WWE-a. Osvojio je ukupno sedam naslova osvajača WWE-a.
Godine 1999. debitirao je na televiziji tumačeći svoga oca u humorističnoj seriji Lude 70-e. Prvu filmsku glavnu ulogu ostvario je 2002. godine u filmu Kralj Škorpiona za što je zaradio 5,5 milijuna USD.

## Serije
- Ballers, 2015 -

## Filmografija
| Godina | Film                             | Uloga                                 | Bilješke                       | Ref. |
| ------ | -------------------------------- | ------------------------------------- | ------------------------------ | ---- |
| 1999   | Izvan strunjače                  | Sam                                   | Dokumentarac                   |      |
| 2001.  | Povratak mumije                  | Mathayus of Akkad / The Scorpion King |                                |      |
| 2001.  | Snimanje u krupnom planu         | Mugger                                | Cameo                          |      |
| 2002.  | The Scorpion King                | Mathayus of Akkad / The Scorpion King | First lead role                |      |
| 2003.  | The Rundown                      | Beck                                  |                                |      |
| 2004.  | Walking Tall                     | Chris Vaughn                          |                                |      |
| 2005.  | Be Cool                          | Elliot Wilhelm                        |                                |      |
| 2005.  | Doom                             | Sarge                                 |                                |      |
| 2006.  | Southland Tales                  | Boxer Santaros / Jericho Cane         |                                |      |
| 2006.  | Gridiron Gang                    | Coach Sean Porter                     |                                |      |
| 2007.  | Reno 911!: Miami                 | Agent Rick Smith                      | Cameo                          |      |
| 2007.  | The Game Plan                    | Joe Kingman                           |                                |      |
| 2008.  | Get Smart                        | Agent 23                              |                                |      |
| 2009   | Race to Witch Mountain           | Jack Bruno                            |                                |      |
| 2009   | Planet 51                        | Cpt. Charles T. Baker                 | Voice role                     |      |
| 2010.  | Tooth Fairy                      | Derek                                 |                                |      |
| 2010.  | Why Did I Get Married Too?       | Daniel Franklin                       | Uncredited cameo               |      |
| 2010.  | The Other Guys                   | Christopher Danson                    |                                |      |
| 2010.  | You Again                        | Air Marshal                           | Uncredited cameo               |      |
| 2010.  | Faster                           | Driver                                |                                |      |
| 2011.  | Fast Five                        | Hobbs                                 |                                |      |
| 2012.  | Journey 2: The Mysterious Island | Hank                                  | Also co-producer               |      |
| 2013.  | Snitch                           | John Matthews                         | Also producer                  |      |
| 2013.  | G.I. Joe: Retaliation            | Marvin F. Hinton / Roadblock          |                                |      |
| 2013.  | Pain & Gain                      | Paul Doyle                            |                                |      |
| 2013.  | Fast & Furious 6                 | DSS Agent Luke Hobbs                  |                                |      |
| 2013.  | Empire State                     | Det. James Ransome                    | Direct-to-video film           |      |
| 2014.  | Hercules                         | Hercules                              |                                |      |
| 2015.  | Furious 7                        | Hobbs                                 |                                |      |
| 2015.  | San Andreas                      | Raymond Gaines                        |                                |      |
| 2015.  | Jem and the Holograms            | Dwayne Johnson                        |                                |      |
| 2016.  | Central Intelligence             | Bob Stone                             |                                |      |
| 2016.  | Moana                            | Maui                                  | Voice role                     |      |
| 2017.  | The Fate of the Furious          | Luke Hobbs                            |                                |      |
| 2017.  | Baywatch                         | Mitch Buchannon                       | Also executive producer        |      |
| 2017.  | Rock and a Hard Place            | Himself                               | Also executive producer        |      |
| 2017.  | Jumanji: Welcome to the Jungle   | Spencer                               | Also executive producer        |      |
| 2018.  | Rampage                          | Davis Okoye                           | Also executive producer        |      |
| 2018.  | Skyscraper                       | Will Sawyer                           | Also producer                  |      |
| 2019.  | Fighting with My Family          | Dwayne "The Rock" Johnson             | Also producer                  |      |
| 2019.  | Shazam!                          | Teth Adam / Black Adam                | Executive producer             |      |
| 2019.  | Hobbs & Shaw                     | Luke Hobbs                            | Also producer                  |      |
| 2019.  | Jumanji: The Next Level          | Bravestone                            | Also producer                  |      |
| 2021.  | Jungle Cruise                    | Frank Wolff                           | Also producer                  |      |
| 2021.  | Free Guy                         | Bank Robber #2                        | Voice cameo                    |      |
| 2021.  | Red Notice                       | John Hartley                          | Also producer                  |      |
| 2022.  | DC League of Super-Pets          | Krypto                                | Voice role; also producer      |      |
| 2022.  | Black Adam                       | Teth Adam / Black Adam                | Post-production; also producer |      |
| 2023.  | Red One                          | TBA                                   | Pre-production                 |      |

## Ostale nagrade i priznanja
- 1991: NCAA National Championship – kao član Miami Hurricanes[4]
- 2001: Teen Choice Awards – Choice Movie Villain[5]
- 2012: CinemaCon Action Star of the Year[6]
- 2013: Kids Choice Awards – Favorite Male Butt Kicker[7]
- 2016: People's Choice Award – Favorite Premium Cable TV Actor[8]
- 2016: Mr. Olympia ICON Award[9]
- 2016: People Magazine Sexiest Man Alive[10]
- 2017: Hollywood Walk of Fame dobivanje zvijezde na holivudskom Šetalištu slavnih[11][12]
- 2017: People's Choice Award za Favorite Premium Series Actor[13]
- 2017: NAACP Image Award for Entertainer of the Year[14]

## Vanjske poveznice
- Dwayne Johnson na Internet Movie Databaseu (engl.)
- movies.yahoo.com  Arhivirana inačica izvorne stranice od 27. prosinca 2009. (Wayback Machine) (engl.)